# Frankensima

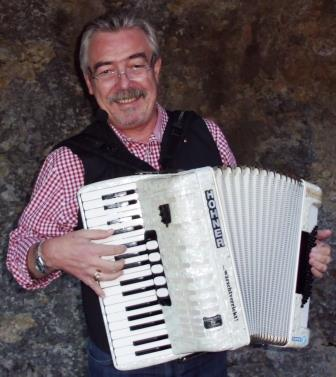
"Frankensima" Philipp Simon Goletz - Musiker, Autor und Liedermacher

Frankensima (Sima steht für Simon) ist das Pseudonym des deutschen Unterhaltungskünstlers, Kabarettisten, Komikers, Volkssängers und Mundartschriftstellers Philipp Simon Goletz (* 27. September 1954 in Kulmbach).

## Leben und Wirken
Nach Ausbildungen und Berufsjahren als Bankkaufmann, Musikfachlehrer und Journalist startete Philipp Simon Goletz 1985 seine Karriere als Berufsmusiker und trat als Entertainer und Moderator auch über Deutschland hinaus auf. Goletz gründete ein Tonstudio und einen Musikverlag. Spitzenplätze verzeichnete der Musikschreiber beim Grand Prix der Volksmusik 1988 und 1989 sowie beim Wettbewerb Lieder so schön wie der Norden 1990. Seine Karriere als Kabarettist und Komiker startete er 1989 bei RTL Radio, von 1991 bis 1996 war er bei Antenne Bayern, von 1997 bis 2010 war er Comedian für Bayern 1 und Bayern plus (der "Bayern 1 - Barde"). Seine Wortspielereien zeichnen ihn aus, und mit seinem Talent, aus dem Stand heraus reimen zu können, wurde er schon Ende der 1970er Jahre erster fränkischer Gstanzl-Sänger.
Der fränkische Künstler wurde 1996 in Sat. 1 per TED zum „besten Alleinunterhalter Deutschlands“ gewählt. Mit seiner Truckersong-CD (Tausend Träume von Zuhaus) (2002) unterstrich er zudem seine Vielfältigkeit. Für den Deutschen Keglerbund schrieb und produzierte er das Album „Mein Herz gehört dem Kegelsport“ (1995). Eine Neuauflage als Maxi-Single für die Sektion DKB classic erschien 2017 zur Kegel-WM in Deutschland.
Seit Ende der 1990er Jahre arbeitet Philipp Simon Goletz unter dem Pseudonym "Frankensima" als Autor und Komödiant und schreibt Kinder-Hörspiele und -Lieder für Marken wie Rudolph, Lillebi oder Bussi Bär. Durch die Fernsehsendungen Fastnacht in Franken, "Franken Helau!", Musikantenstadl und „Weiß-Blau klingt's am schönsten“ (Bayerisches Fernsehen) ist er als Unterhaltungskünstler und Sänger bekannt, weltweit auch durch Sendungen der Deutschen Welle.
Mit seinen Wirtshauskabarett- und Mundartauftritten blickt der "Frankensima" auf ein großes Stammpublikum, welches ihm bundesweit die Treue hält. Er ist zudem Initiator und Ideengeber für das Mundart- und Musik-Benefizfestival "Klosterspitzen" zu Gunsten der Basilika Marienweiher, das jährlich an Maria Himmelfahrt stattfindet.
Im Hofer Privatradiosender Extra-Radio moderiert Philipp Simon Goletz seit Dezember 2017 die Sonntagvormittagssendung "Schlagerzeit" mit ausschließlich deutschen Schlagern und Musik aus seiner Heimatregion.
Er lebt mit seiner Familie in Untersteinach bei Kulmbach.

## Politik
Goletz engagierte sich bei den Freien Wählern und trat in Kulmbach 2013 als Kandidat zur Bundestagswahl an. Hierbei erhielt er 2,9 Prozent. Von 2014 bis 2020 war er Kreisrat im Landkreis Kulmbach und Gemeinderat in seiner Heimatgemeinde.

## Auszeichnungen
- Till von Franken (1998)
- Der Goldene Schuh; Frankenwürfel (2007)
- Kulturpreis der Kulmbacher Serviceclubs (2011)

## Veröffentlichungen
Kabarettprogramme:
- Der singende Postillion (1997 – 2002)
- Mal reimt sich's und mol net (2003)
- Greina könntst vor Freid (2004)
- Alles is a weng ze weng (2005)
- Das dapfere Schnäuzerlein (2006)
- Lord Läster - teils beschlagen, teils behämmert (2007)
- Lord Läster - Odel verpflichtet! (2008)
- Cassablanca (2009)
- Ich tanze mit Bier in den Himmel hinein; Da GEZ lang! (2010)
- Das schöne Märchen von Seidla Eins (2011)
- Fregger, Freunde, Freibierg'sichter (2012)
- Solo für Sima (2013)
- Danke für die Aufnahme (2014)
- Sale zu verkaufen! (2015)
- Noch mehr Sale! (2016)
- Gepflegter Blödsinn! (2017–2020)

Buchveröffentlichungen
- Mal reimt sich's und mol net (2004/2006); MZ-Verlag ISBN 3-934863-25-6
- Greina könnt'st vor Freud (2005); MZ-Verlag ISBN 3-934863-21-3

Eigene Tonträger
- Frankensima 1993
- So klingt's im Frankenwald 1994
- Gruß aus Kulmbach 1993/1995
- Mein Herz gehört dem Kegelsport 1994
- Tausend Träume von Zuhaus 2002
- Frankensima - live aus dem Schmidtskeller 2009
- Frankensima - Chefsache 2015

Singletitel:
- Die Sterne in mir; A so a frische Maß Bier (BR "Weiß-Blau klingt's am schönsten"); Weihnacht ist immer und überall (NDR "Bi uns to Hus")

Autor und Produzent für
- Frankencasanovas "A bissl wos geht immer" 1994 (mehrere Titel)
- Frankencasanovas "Wenn dich die bösen Buben locken" 1997 (mehrere Titel)
- Dompfblos'n "Toleranz" 1995 (mehrere Titel)
- Göstrataler "Musik und freche Mädel" 1996 (mehrere Titel)

Filmmusik:
- Symphony for Nature 1993 (IGA/EXPO Stuttgart)

Einzeltitel für Fremdinterpreten:
- Achim Mentzel - Wernesgrüner Thekenstehersamba
- Bayerwald Quintett - Dadarada Dadada (Version NL Happy Harry - Ik heb een Hit)
- Cäpt'n Cook - My Blue Memories
- Maria Mathis - Hob i di
- Municum - We are the Germans
- Heilbrunner - Shoeplattle Dance
- Oberkrainer Sextett - Täglich einmal lachen
- Seekogler - Schnee auf tausend Meter

Kinder-Hörspiele:
- Abenteuer Tierpark 1999 (nominiert für den Preis der Deutschen Schallplattenkritik 2000)
- Abenteuer Schulweg; Hurra, wir backen Plätzchen 2000
- Rudolph und die Weihnachtsplätzchen 2001
- Rudolph - dein Freund auf allen Wegen 2002
- Lillebi seit 2004
- Das Bussi Bär-Lied 2008